# 绿色光年
绿色光年全称为上海闵行区江川绿色光年环保服务中心，是一家从事可持续发展教育等方面社会活动的社会组织，该组织2016年成立于上海，2018年在苏州成立了作为品牌输出的苏州工业园区绿色光年科普服务中心。